# Корнеј Хејманс
Корнеј Хејманс (хол. Corneel Jean François Heymans), Гент, 28. март 1892 — Кноке, 18. јул 1968,  је био белгијски физиолог и фармаколог. Добио је Нобелову награду за физиологију и медицину 1938. године за откриће улоге синусних и аортних механизама у регулацији дисања.

## Биографија
Корнеј Хејманс је рођен 28. марта 1892. године у Генту (хол. Gent), Белгија, као најстарији од осморо деце белгијског професора фармакологије Жан Франсоа Хејманса и мајке Мари Хенриет Хејманс рођене у Немачкој. Његов отац је био оснивач првог белгијског фармаколошког института у Генту, који је добио име по њему, Хејманс Институт (хол. Heymans Instituut). Хејманс је основно и средње образовање стекао похађајући Сент Ливенс колеџ у Генту (хол. Sint-Lievenscollege, Gent), Сент Јозеф колеџ у Турнхауту (хол. Sint-Jozefcollege, Turnhout) и  Сент Барбара колеџ у Генту (хол. Sint-Barbaracollege, Gent). Затим уписује студије медицине на Универзитету у Генту (хол. Universiteit Gent) 1911. године да би докторирао 1920. године. Након школовања у Генту, радио је на Колеџ де Франс у Паризу (фр. Collège de France, Paris) код проф. Ежена Глеа (фр. Eugène Gle), на Универзитету у Лозани (фр. Université de Lausanne) код проф. Мориса Артуса (фр. Maurice Arthus), на Универзитету у Бечу код проф. Ханса Хорста Мајера, на Универзитетском колеџу у Лондону (енгл. University College London), код проф. Ернеста Старлинга (енгл. Ernest Starling) и на Медицинском факултету Универзитета Кејс Вестерн Резерв у САД, Кливленд, Охајо (енгл. Case Western Reserve University School of Medicine, Cleveland, Ohio, United States), код професора Карла Ј. Вигерса (енгл. Carl J. Wiggers). Као професор фармакологије на Универзитету у Генту, почео је да ради 1930. године.

## Каријера
Хејманс је каријеру започео као предавач фармакологије на Универзитету у Генту 1922. године,  да би преузео функцију професора  фармакологије од свог оца 1930. године. Истовремено је постављен за шефа Катедре фармакологије, фармакодинамике и токсикологије као и за директора Института Хејманс. У оквиру свог истраживања, он се првенствено фокусирао на регулацију дисања код сисара и на то како на њега утичу нервни систем, циркулаторни и метаболички процеси и фармаколошка средства. Посебно се посветио расветљавању телесних структура укључених у регулацију дисања и утицаја различитих физиолошких параметара. Заједно са оцем открио је хеморецепторе који се налазе у луку аорте, преко којих се детектује повећана концентрација угљен диоксида или смањена концентрација кисеоника (хипоксија) у крви и преко вагусног нерва преноси у нервни центар који регулише дисање, што доводи до повећање респираторне активности. Такође су успели да покажу да смањење нивоа угљен диоксида или повећање крвног притиска доводе до инхибиције дисања. Он и његове колеге су почетком 1930-их демонстрирали присуство хеморецептора у каротидном синусу поред барорецептора чије је присуство већ било познато и тако успели да докажу да регулаторна функција синусног региона укључује не само утицај на циркулацију, већ и регулацију дисања. Откриће рефлексогене улоге подручја кардио-аорте и каротидног синуса у регулацији дисања, пре свега, донело је Хејмансу Нобелову награду 1938. године за физиологију или медицину. Због избијања Другог светског рата и окупације Белгије, није могао лично да присуствује церемонији у Стокхолму па му је шведски амбасадор у јануару 1941. године уручио награду у сали за предавања на Универзитету у Генту. Током својих истраживања, Хејманс је објавио око 800 чланака у специјализованим часописима и неколико монографија. Поред своје професорске позиције на Универзитету у Генту, Хејманс је држао гостујућа предавања на бројним универзитетима широм света. Радио је и као професор емеритус од 1963. године. Његов рад довео је до фундаменталне ревизије и проширења раније важећег модела респираторне физиологије. Његова открића су и даље од фундаменталног клиничког значаја у анестезији, као и у хитној и интензивној медицини за фармаколошки третман циркулаторних и респираторних поремећаја.

## Почасти и награде
Изабран је за члана Папске академије наука, Британског краљевског друштва уметности  (енгл. Royal Society of Arts, RSA), Француске академије наука, Америчког филозофског друштва (енгл. American Philosophical Society, APS), Хајделбершке академије наука, Краљевске холандске академије наука и Њујоршке академије наука. Био је изабран за председника Међународне уније физиолошких наука (енгл. International Union of Physiological Sciences, IUSP), и председника Међународног савета фармаколога (енгл. International Council of Pharmacologists, IUSP). Добитник је Нобелова награде за физиологију или медицину 1938. године за откриће улоге синусних и аортних механизама у регулацији дисања. Поред Нобелове награде добио је и више међународних награда и признања укључујући, Бурсуре (фр. Bourceret) награду  Париске медицинске академије (фр. Académie de Médecine de Paris), 1930,  Де Сајон (итал. De Cyon) награду  Универзитета у Болоњи (итал. Università di Bologna) 1931, награду Берги Универзитета у Берну,1931, Монтион (фр. Montyon) награду Француске академије наука (фр. Académie des sciences, France),1934, као и награду Пије XI (лат. Pius XI) Папске академије наука (лат. Pontificia Academia Scientiarum) 1938. године.